# В'язень Зенди
«Бранець Зенди», або «Полонянин замку Зенда» (The Prisoner of Zenda) — пригодницький роман англійського письменника Ентоні Гоупа, опублікований 1894 року.

## Сюжет
Дії роману відбуваються у Руританії — вигаданому німецькомовному королівстві у Центральній Європі («десь між Германською та Австрійською імперіями»). Престол повинен посісти кронпринц Рудольф, любитель випивки й відомий гульвіса. Але населення країни симпатизує його єдинокровному брату, честолюбцю герцогу Міхаелю, хоча той, як нащадок морганатичного шлюбу, прав на спадкування трону не має.
Щоб зірвати коронацію Міхаель дає Рудольфові снодійного і потайки перевозить брата до замку в містечку Зенда. Там його тримають в ізоляції посіпаки узурпатора.
Саме в цей час Руританією мандрує благородний англієць Рудольф Рассенділл, далекий родич бранця Зенди, що дивовижно схожий зовні на свого родича і тезку. Придворні умовляють його «підмінити» зниклого кронпринца на коронаційних церемоніях.
Виконуючи обов'язки монарха, Рассенділл без пам'яті закохується в принцесу Флавію — наречену майбутнього короля Рудольфа. Він змушений робити нелегкий вибір між почуттями і обов'язком. У підсумку він приймає рішення відновити на троні законного правителя і лишити свою кохану.

## Успіх
Книга Гоупа заслужила високі оцінки Ендрю Ленга, Роберта Льюїса Стівенсона та Гілберта Честертона. У 1895 році автор переробив сюжет у п'єсу, яка з успіхом йшла в театрах Нью-Йорка та Лондона. Через рік він опублікував збірку «Серце принцеси Озри», дія якої відбувається раніше пригод, описаних в «Бранці Зенди», але у тій же країні (фактично приквел роману). У 1898 році з'явилася третя книга про Руританію — роман «Руперт з Хенцау».
Таким чином було покладено початок жанру так званих руританських романів, що отримали значну популярність, особливо серед читачів Великої Британії та її колоній на початку XX століття. В Пакистані, наприклад, «Бранець Зенди» до цих пір входить до шкільної програми.
У 1925 році Зигмунд Ромберг написав оперету «Принцеса Флавія», яка була перероблена Володимиром Дукельським у мюзикл «Зенда» (поставлений на сцені у 1963 році).
В СРСР сюжет, побудований на перемозі монарха-гульвіси і його реакційного оточення над популярним в народі суперником, перебував під забороною. Перекладений на російську твір був лише у часи Перебудови.

## Екранізації
Роман Гоупа був екранізований у 1913, 1915, 1922, 1937, 1952, 1961 та 1984 роках.
Існує фільм «Бранець Джинда» (1961 рік), адаптований під індійські реалії.
У 1975 році з'явилася телевізійна пародія «Бранець Спенди» з циклу «Продовжуємо сміятися». А у 1979 році Річард Квін поставив кінопародію з Пітером Селлерсом у головній ролі.